# Wattisfield
Wattisfield – wieś w Anglii, w hrabstwie Suffolk, w dystrykcie Mid Suffolk. Leży 34 km na północny zachód od miasta Ipswich i 118 km na północny wschód od Londynu. Miejscowość liczy 440 mieszkańców.